# 모위 (기업)
모위(Mowi ASA)는 노르웨이의 양식 회사이다. 예전에는 마린 하베스트 ASA라고 불렸다.

## 역사
세계 최대 양식 연어 생산 업체이다. 1960년에 연어 양식에 성공했다.
2019년 5월 20일, 세계 최대의 연어 양식업체인 모위(Mowi, 옛 이름 머린 하비스트)가 스코틀랜드 당국에 의해 화학약품을 과다하게 살포하고도 이를 축소 보고했는지 여부를 조사받고 있다. 노르웨이 기업인 모위는 영국에서만 매년 6만톤의 연어를 생산하고 있다.
마린 하베스트는 연어 판매로 연간 매출액을 4조원 이상을 달성하고 있다. 세계 최대 연어양식업체인 노르웨이 마린하베스트의 가두리 양식장에서는 100만 마리의 연어가 파이프로 공급되는 사료를 받아먹으며 자란다. 동식물성을 배합한 에보스(EWOS)를 쓴다. 생(生)사료를 쓰면 환경오염 우려가 있어 최고급 친환경 사료를 사용한다. 에보스는 세계 양식연어 중 33%에 사료를 공급하고 있다.
세계 1위 연어 양식업체인 노르웨이의 마린 하베스트사는 연어 양식장에 스마트 기술을 접목해 축구장 2개 규모의 가두리에서 단 3명의 인력만으로 연어를 양식하고 있다. 모니터를 통해 수온, 염도 등을 점검한다. 세계 최대 연어 양식기업인 노르웨이의 ‘마린 하베스트’는 연어 양식, 가공, 판매 등으로만 1만2717명의 일자리를 창출하고 4조 5000억 원의 매출을 올리고 있다.

## 같이 보기
- 레뢰이 오로라(Lerøy Aurora AS) - 양식연어 2위 업체
- 케막(Cermaq) 그룹 - 양식연어 3위 업체